# François Latour
François Latour est un acteur et homme de théâtre haïtien. Il est enlevé et assassiné le 23 mai 2007 à Port-au-Prince, .

## Filmographie
- 1983 : Udenrigskorrespondenten : un ami
- 1993 : L'Homme sur les quais : François Jansson